# Gaetano Rossi

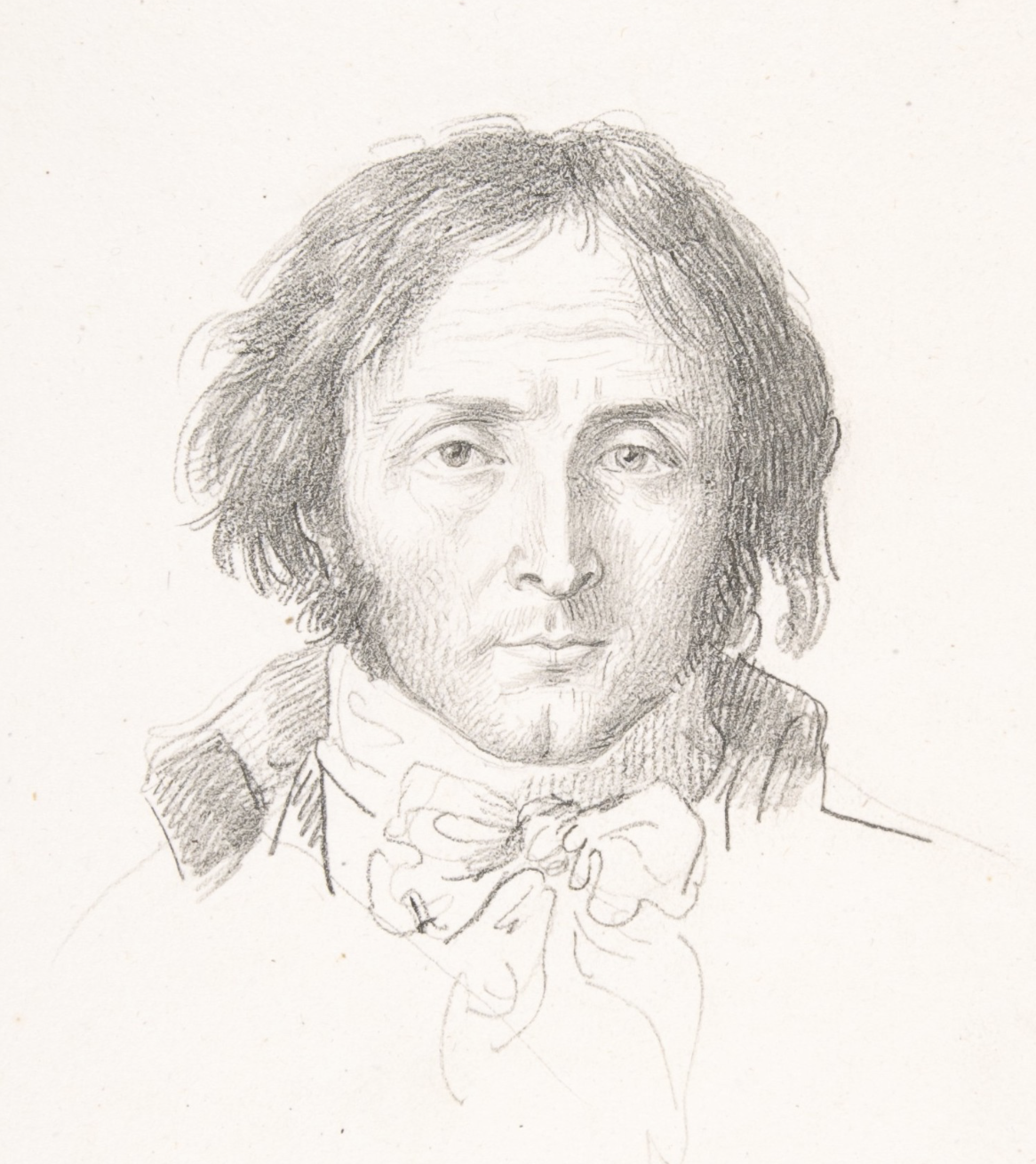
Gaetano Rossi Napoletano por Jean-Baptiste Joseph Wicar

Gaetano Rossi (Verona, 18 de mayo de 1774 - ibíd., 25 de enero de 1855) fue un libretista de ópera italiano que trabajó para diversos compositores del bel canto de la época, algunos de ellos tan importantes como Gioachino Rossini, Gaetano Donizetti y Saverio Mercadante en Italia, y Giacomo Meyerbeer en un de sus primeros éxitos italianos. Otros compositores con los que colaboró incluyen a Simon Mayr, compositor y maestro de Donizetti, así como el prolífico Giovanni Pacini.
Rossi escribió versos religiosos a los trece años de edad. Fue autor de libretos durante unos sesenta años, período que comenzó en 1797 con farsas. Rossi escribió los textos de algunas óperas importantes para compositores de renombre. Entre aquellos textos figuran los preparados para Tancredi y Semiramide de Rossini y Il crociato in Egitto de Meyerbeer, así como en óperas posteriores de Donizetti, como Maria Padilla (coautor) y Linda di Chamounix. Además de su labor como libretista, también trabajó como director de esneca durante un tiempo en el Teatro Filarmónico de Verona.

## Libretos
| Año  | Nombre de la ópera                                | Tipo de ópera                      | Compositor |
| ---- | ------------------------------------------------- | ---------------------------------- | --- |
| 1797 | Carolina e Mexicow                                | tragedia per musica                | Niccolò Antonio Zingarelli |
| 1798 | Che originali                                     | farsa per musica                   | Johann Simon Mayr Francesco Schira (1835) |
| 1798 | Amore e paura                                     | farsa per musica                   | Vittorio Trento |
| 1799 | Le quattro mogli                                  | dramma giocosso per musica         | Gaetano Marinelli |
| 1799 | Adelaide di Guesclino                             | dramma di sentimento               | Johann Simon Mayr Francesco Gnecco (1800) |
| 1799 | Labino e Carlotta                                 | farsa per musica                   | Johann Simon Mayr |
| 1799 | Il sarto di Milano                                | farsa giocosa per musica           | Vincenzo Fiocchi |
| 1799 | L’accademia in musica                             | farsa giocosa per musica           | Johann Simon Mayr |
| 1799 | Antigona                                          | dramma per musica                  | Francesco Basili |
| 1799 | Il ratto delle Sabine                             | dramma per musica                  | Niccolò Antonio Zingarelli |
| 1799 | La pazza giornata, ovvero Il matrimonio di Figaro | dramma cómico per musica           | Marcos António Portugal |
| 1800 | Gli sciti                                         | dramma per musica                  | Johann Simon Mayr |
| 1800 | La locandiera                                     | farsa giocosa per musica           | Johann Simon Mayr Giuseppe Farinelli (1803) como Chi la durá la vince                                                                                  |
| 1800 | I due cognomi                                     | farsa giocosa per musica           | Vittorio Trento |
| 1801 | Gli sposi infatuati                               | farsa giocosa per musica           | Sebastiano Nasolini |
| 1801 | Ginevra di Scozia                                 | dramma eroico per musica           | Johann Simon Mayr Giuseppe Mosca (1802) Marcos António Portugal (1805) Vincenzo Pucitta (1812)                                                         |
| 1801 | I virtuosi                                        | farsa giocosa                      | Johann Simon Mayr |
| 1801 | Argene                                            | dramma eroica                      | Johann Simon Mayr Stefano Pavesi (1807) como Aristodemo                                                                                                |
| 1801 | Adelaide e Tebaldo                                | dramma sentimentale                | Raffaele Orgitano |
| 1802 | La Giulietta                                      | dramma semiserio                   | Giuseppe Farinelli |
| 1802 | Pamela                                            | farsa in musica                    | Giuseppe Farinelli |
| 1802 | La clemenza di Tito                               | dramma eroico in musica            | Antonio Del Fante |
| 1803 | Il ventaglio                                      | farsa cómica in musica             | Giuseppe Farinelli |
| 1803 | I riti d’Efeso                                    | dramma eroica                      | Giuseppe Farinelli Sebastiano Nasolini (1812) |
| 1804 | Arsace e Semira                                   | dramma eroico in musica            | Francesco Gnecco |
| 1804 | Il sordo                                          | farsa cómica in musica             | I. Girace Giuseppe Farinelli (1805) como Il finto sordo                                                                                                |
| 1804 | Pamela nubile                                     | farsa in musica                    | Pietro Generali |
| 1804 | La calzolaja                                      | farsa cómica in musica             | Pietro Generali |
| 1804 | Elisa                                             | dramma sentimentale                | Johann Simon Mayr |
| 1805 | Eraldo ed Emma                                    | dramma eroico per musica           | Johann Simon Mayr |
| 1805 | Trionfo d’Emilia                                  | dramma eroico per musica           | Stefano Pavesi A. Rego (1807) Francesco Sampieri (1818) como Il trionfo d’Emilia                                                                       |
| 1805 | Don Chisciotte della Mancia                       | dramma giocosso per musica         | Pietro Generali |
| 1805 | L’Amor coniugale                                  | dramma di sentimento               | Johann Simon Mayr |
| 1805 | La roccia di Frauenstein                          | melodramma eroico                  | Johann Simon Mayr |
| 1805 | Gli americani                                     | melodramma eroico                  | Johann Simon Mayr Nicola Manfroce (1810) como Alzira Marcos António Portugal (1816) como Il trionfo di Gusmano                                         |
| 1806 | Attila                                            | dramma serio per musica            | Giuseppe Farinelli |
| 1807 | I cherusci                                        | melodramma eroico                  | Stefano Pavesi Johann Simon Mayr (1808) |
| 1807 | Calliroe                                          | melodramma eroico                  | Giuseppe Farinelli |
| 1807 | Amor soldato                                      | dramma giocosso per musica         | Luigi Antonio Calegari |
| 1808 | La festa della rosa (Versione Coccia)             | melodramma cómico                  | Stefano Pavesi Carlo Coccia (1821) como La festa da rosa                                                                                               |
| 1809 | Guerre in pace                                    | farsa per musica                   | N. Giuliani |
| 1809 | Il trionfo delle belle                            | dramma eroi-comico                 | Stefano Pavesi |
| 1809 | Zilia                                             | farsa in musica                    | C. Mellara |
| 1809 | I gauri                                           | melodramma eroica                  | C. Mellara |
| 1809 | Ippolita, regina delle amazzoni                   | melodramma eroica                  | Stefano Pavesi |
| 1810 | Adelina                                           | melodramma sentimentale            | Pietro Generali |
| 1810 | La cambiale di matrimonio                         | farsa cómica                       | Gioachino Rossini |
| 1810 | Cecchina suonatrice di Ghironda                   | melodramma cómico                  | Pietro Generali |
| 1811 | L’amor figliale                                   | melodramma di sentimento           | Johann Simon Mayr |
| 1811 | I solitari                                        | melodramma di sentimento           | Carlo Coccia |
| 1811 | Idomeneo                                          | melodramma eroico                  | Giuseppe Farinelli |
| 1811 | Tre mariti                                        | farsa cómica in musica             | Giuseppe Mosca G. Carulli (1825) G. L. Bazzoni (1836)                                                                                                  |
| 1812 | Il qui pro quo                                    | Melodramma cómico                  | Ferdinando Orlandi |
| 1812 | Il finto Stanislao, re di Polonia                 | Melodramma cómico                  | Giuseppe Mosca |
| 1812 | Il marito imbarazzo                               | farsa                              | Mellara |
| 1812 | Teodoro                                           | melodramma eroico                  | Stefano Pavesi |
| 1813 | Tancredi                                          | melodramma eroico                  | Gioachino Rossini |
| 1813 | I baccanti                                        | dramma per musica                  | Ferdinando Paer Pietro Generali (1816) como I baccanti di Roma                                                                                         |
| 1814 | Avviso al pubblico                                | melodramma cómico                  | Giuseppe Mosca |
| 1814 | Il crescendo                                      | ?                                  | Carlo Coccia |
| 1814 | Trajano in Dacia                                  | dramma eroico per musica           | Felice Blangini |
| 1814 | Evellina                                          | melodramma eroico                  | Carlo Coccia |
| 1815 | La fedeltà conjugale                              | dramma semiserio                   | Antonio Brunetti |
| 1815 | La figlia dell’aria                               | melodramma eroi-comico             | F. Paini Manuel García (1826) |
| 1815 | Celanira                                          | melodramma eroico                  | Stefano Pavesi |
| 1815 | Clotilde                                          | melodramma semiserio               | Carlo Coccia |
| 1815 | Zoraide                                           | melodramma eroico                  | Giuseppe Farinelli |
| 1816 | I baccanti di Roma                                | melodramma eroico                  | Pietro Generali |
| 1816 | Malvina                                           | melodramma di sentimento           | Nicola Vaccai |
| 1816 | Etelinda                                          | melodramma semiserio               | Carlo Coccia Peter Winter (1818) Pellegrini (1831) |
| 1817 | Romilda e Costanza                                | melodramma semiserio               | Giacomo Meyerbeer |
| 1817 | Lanassa                                           | melodramma eroico                  | Johann Simon Mayr |
| 1817 | Adelaide e Comingio                               | melodramma semiserio               | Giovanni Pacini |
| 1819 | La sposa fedele                                   | melodramma semiserio               | Giovanni Pacini |
| 1819 | Emma di Resburgo                                  | melodramma eroico                  | Giacomo Meyerbeer F. Celli (1821) Carolina Uccelli (1835) como Anna di Resburgo                                                                        |
| 1820 | Il conte di Lenosse                               | melodramma eroico                  | Giuseppe Nicolini |
| 1821 | L’eroe di Lancastro                               | melodramma serio                   | Giuseppe Nicolini Lord Burghersh (1829) |
| 1821 | Maria Stuarda, regina di Scozia                   | dramma serio per musica            | Saverio Mercadante |
| 1821 | Valmiro e Zaida                                   | dramma per musica                  | Francesco Sampieri |
| 1822 | Tebaldo e Isolina                                 | melodramma eroico                  | Francesco Morlacchi |
| 1823 | Semiramide                                        | melodramma trágico                 | Gioachino Rossini |
| 1824 | Ilda d’Avenel                                     | melodramma eroico                  | Francesco Morlacchi Giuseppe Nicolini (1828) |
| 1824 | Il crociato in Egitto                             | melodramma eroico                  | Giacomo Meyerbeer |
| 1826 | Il paria                                          | melodramma trágico                 | Michele Carafa |
| 1826 | Mitridate                                         | melodramma eroico                  | Giovanni Tadolini |
| 1827 | Giovanna d’Arco                                   | melodramma romántico               | Nicola Vaccai |
| 1828 | I cavalieri di Valenza                            | melodramma trágico                 | Giovanni Pacini A. Gandini (1830) como Isabella di Lara Francesco Schira (1836) como Os cavalleiros de Valenca U. Fontana (1836) como Isabella di Lara |
| 1828 | L’orfano della selva (Versione Coccia)            | melodramma cómico                  | Carlo Coccia N. Paoletti (1839) |
| 1830 | Maria di Brabante                                 | melodramma eroico                  | Guillon A. Gandini (1833) |
| 1830 | Amore e mistero                                   | melodramma cómico                  | Feliciano Strepponi |
| 1830 | La donna bianca di Avenello                       | melodramma cómico                  | Stefano Pavesi Gallieri (1854) |
| 1830 | Malek-Adel                                        | melodramma eroico                  | Giuseppe Nicolini Benedetto Bergonzi (1835) |
| 1831 | Fenella                                           | melodramma                         | Stefano Pavesi |
| 1831 | Beniowski                                         | melodramma                         | Pietro Generali |
| 1831 | Chiara di Rosembergh                              | melodramma                         | Luigi Ricci |
| 1831 | Enrico di Monfort                                 | melodramma                         | Carlo Coccia |
| 1832 | Ivanhoe                                           | melodramma                         | Giovanni Pacini |
| 1833 | Gli Elvezi                                        | melodramma                         | Giovanni Pacini |
| 1833 | Irene                                             | tragedia lírica                    | Giovanni Pacini? |
| 1834 | Hernani (Ernani)                                  | melodramma (dramma serio)          | Vincenzo Gabussi |
| 1835 | Carlo di Borgogna                                 | melodramma romántico               | Giovanni Pacini |
| 1835 | La fidanzata delle isole                          | melodramma romántico               | P. Candio |
| 1835 | Chiara di Montalbano in Francia                   | melodramma semiserio               | Luigi Ricci |
| 1837 | Il giuramento                                     | melodramma                         | Saverio Mercadante |
| 1837 | Iginia d’Asti                                     | melodramma                         | S. Levy |
| 1837 | Il rapimento                                      | melodramma cómico                  | Placido Mandanici |
| 1838 | Le nozze di Figaro                                | melodramma cómico                  | Luigi Ricci |
| 1838 | Le due illustri rivali                            | melodramma                         | Saverio Mercadante |
| 1838 | La prigione d’ Edimburgo                          | melodramma semiserio               | Federico Ricci |
| 1838 | Alisia di Rieux                                   | melodramma                         | Giuseppe Lillo |
| 1839 | Romilda                                           | melodramma                         | Ferdinand Hiller L. Gavazzeni (1845) C. Boniforti (1847) como Velleda B. Prati (1854) como Amilda                                                      |
| 1839 | Rossane                                           | melodramma                         | Franz Schoberlechner |
| 1839 | Il bravo                                          | melodramma                         | Saverio Mercadante |
| 1840 | Giovanna II regina di Napoli                      | melodramma                         | Carlo Coccia |
| 1840 | Ginevra degli Almieri                             | melodramma                         | Samuele Levi |
| 1841 | Clemenza di Valois                                | melodramma                         | Vincenzo Gabussi |
| 1841 | Il proscritto                                     | melodramma trágico                 | Otto Nicolai |
| 1841 | Maria Padilla                                     | melodramma (con Gaetano Donizetti) | Gaetano Donizetti |
| 1842 | Linda di Chamounix                                | melodramma                         | Gaetano Donizetti |
| 1846 | Romea di Monfort                                  | melodramma                         | Carlo Pedrotti |
| 1851 | Il Lazzarone                                      | melodramma cómico                  | Francesco Berger, G. Rota, Alberto Randegger y A. Zelman                                                                                               |
| 1852 | Il perruchiere della reggenza                     | melodramma cómico                  | Carlo Pedrotti |
| 1852 | Il marito e l’amante                              | dramma cómico                      | Federico Ricci |
| 1853 | Il paniere d’amore                                | melodramma cómico                  | Federico Ricci |
| 1854 | Genoveffa del Brabante                            | melodramma                         | Carlo Pedrotti |
| 1856 | I Romani in Pompejano                             | melodramma                         | G. Rota |
| 1859 | Il diavolo a quattro                              | melodramma cómico                  | Luigi Ricci |
| 1880 | Tancreda                                          | dramma lírico                      | Theodor Döhler |